# Telmatoscopus oxybeles
Telmatoscopus oxybeles är en tvåvingeart som beskrevs av Quate 1967. Telmatoscopus oxybeles ingår i släktet Telmatoscopus och familjen fjärilsmyggor. Inga underarter finns listade i Catalogue of Life.